# DB-Baureihe 727
Als Baureihe 727 führte die Deutsche Bundesbahn einen Messwagen für die Linienzugbeeinflussung. Der Messwagen entstand 1974 durch Umbau aus dem Uerdinger Schienenbus 795 313, welcher 1953 gebaut worden war. Die bisherige Annahme, dass der 727 001 aus dem 795 113 entstanden sein soll, konnte mittlerweile durch Originaldokumente widerlegt werden.
Die Bundesbahn verfügte zum Jahr 1970 lediglich über Einrichtungen der punktförmigen Zugbeeinflussung. Um Geschwindigkeiten im Bereich von über 160 km/h im Planeinsatz gefahrlos erreichen zu können, war eine linienförmige Zugbeeinflussung nötig. Für die Entwicklung des Typs LZB 80 wurde jedoch ein Messwagen benötigt, welcher durch den Umbau eines Uerdinger Schienenbusses im Ausbesserungswerk Kassel kostengünstig hergestellt werden konnte. Im Zuge des Umbaus wurde die bisherige Inneneinrichtung des Triebwagens entfernt, die Anzahl der nutzbaren Türen auf eine je Fahrzeugseite halbiert, zusätzliche Scheinwerfer angebracht und die messrelevanten Komponenten sowie ein Computer eingebaut.
Der LZB-Messwagen war während seiner gesamten Einsatzzeit in der Dienststelle München-West beheimatet. Durch seine geringe Höchstgeschwindigkeit und des hohen Alters des Schienenbusses erschien ein Einsatz nicht mehr zeitgemäß: Im Jahr 2003 wurde der Messwagen ausgemustert. Nach Ende seiner Einsatzzeit bei der Deutschen Bahn AG stand das Fahrzeug abgestellt in Worms und verfiel zusehends. Mittlerweile ist der LZB-Messwagen der Verwertung zugeführt worden.
Der LZB-Messwagen war der einzige Messwagen der Deutschen Bundesbahn, dessen alleiniges Einsatzgebiet die Kontrolle der Linienzugbeeinflussung war. Heute wird diese Aufgabe von schnelleren und genaueren Messgarnituren, wie beispielsweise dem RAILab, übernommen.